# Odra

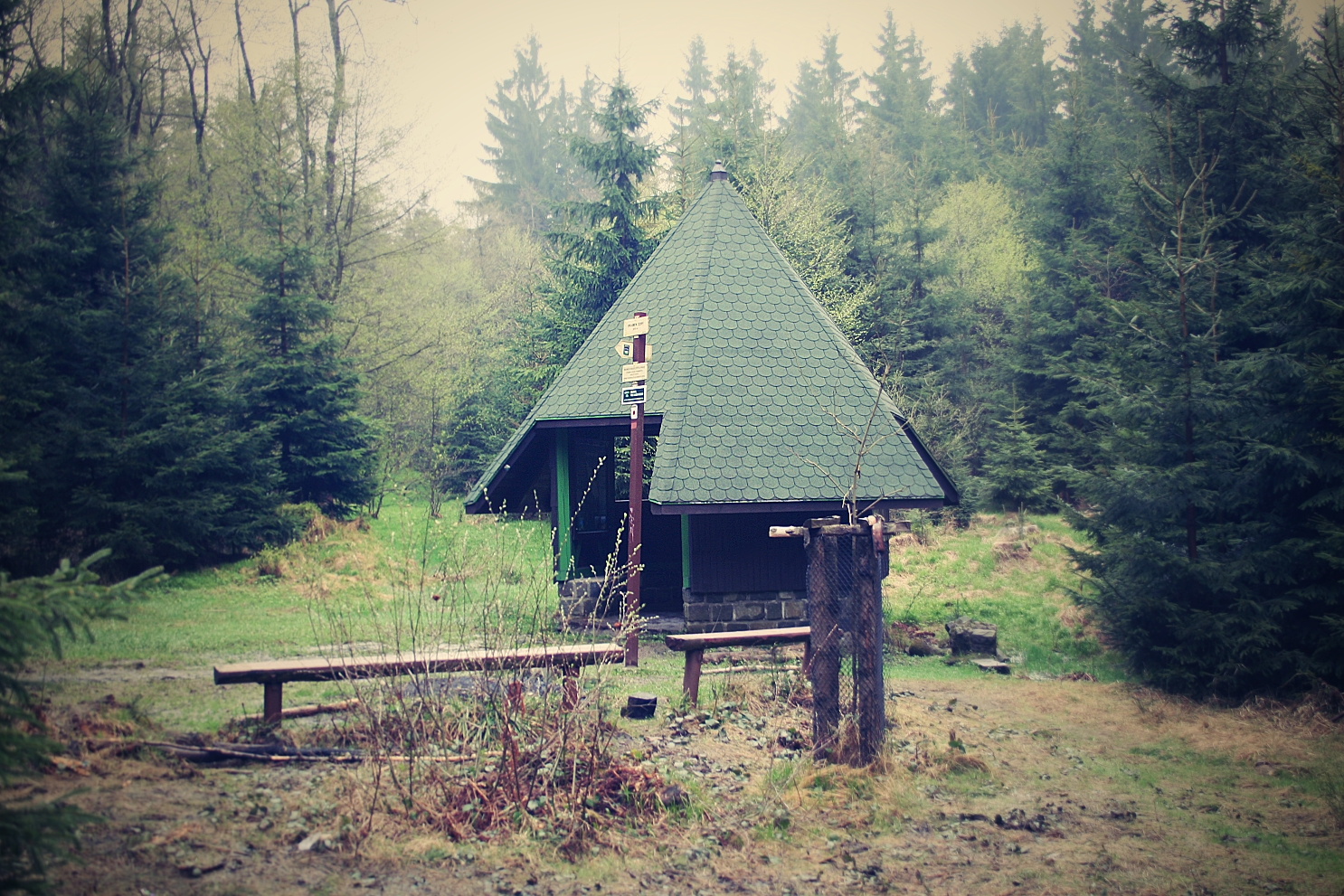
Pramen řeky Odry.

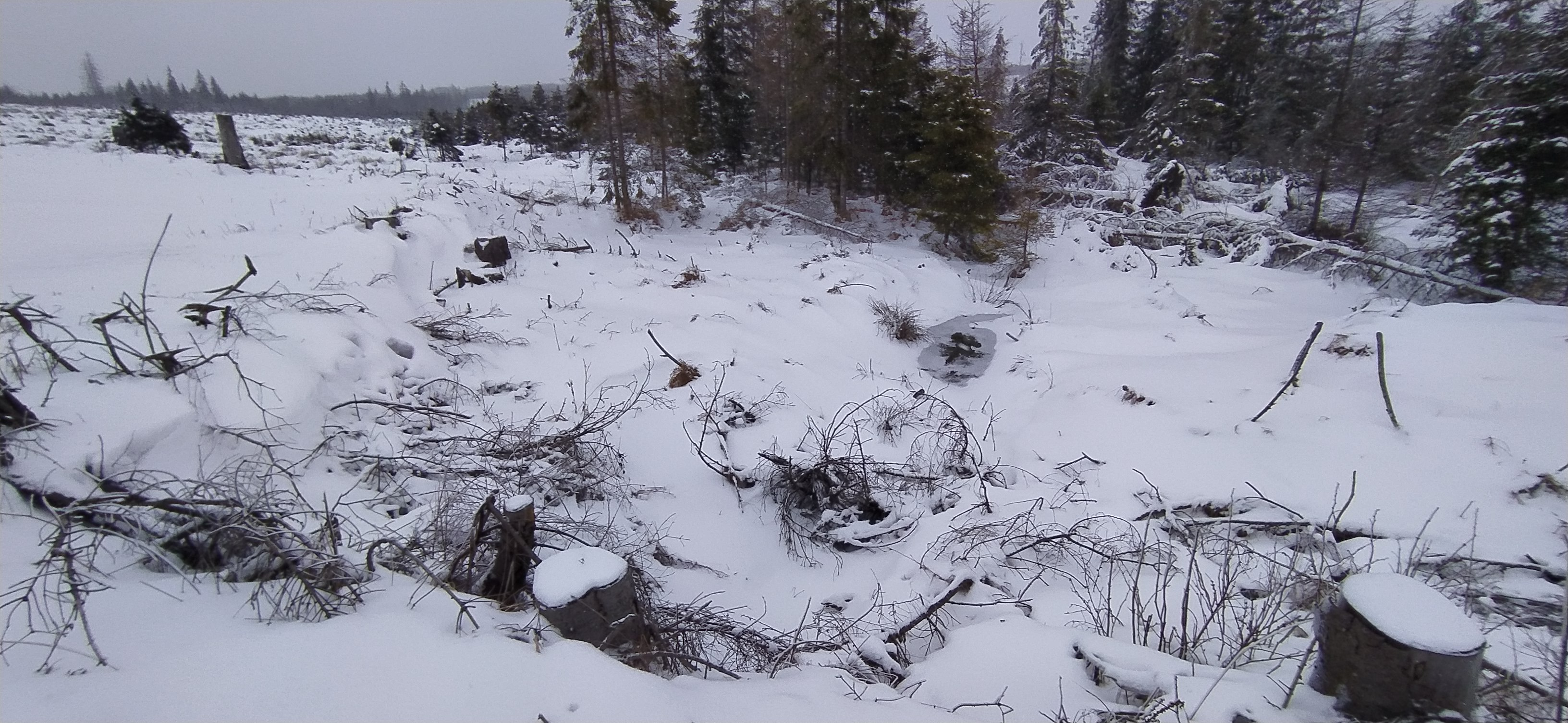
Odra přibližně 730 m od svého pramene (cesta z Kozlova na Varhošť, únor 2021, vykácené smrčiny v důsledku Kůrovcové kalamity)

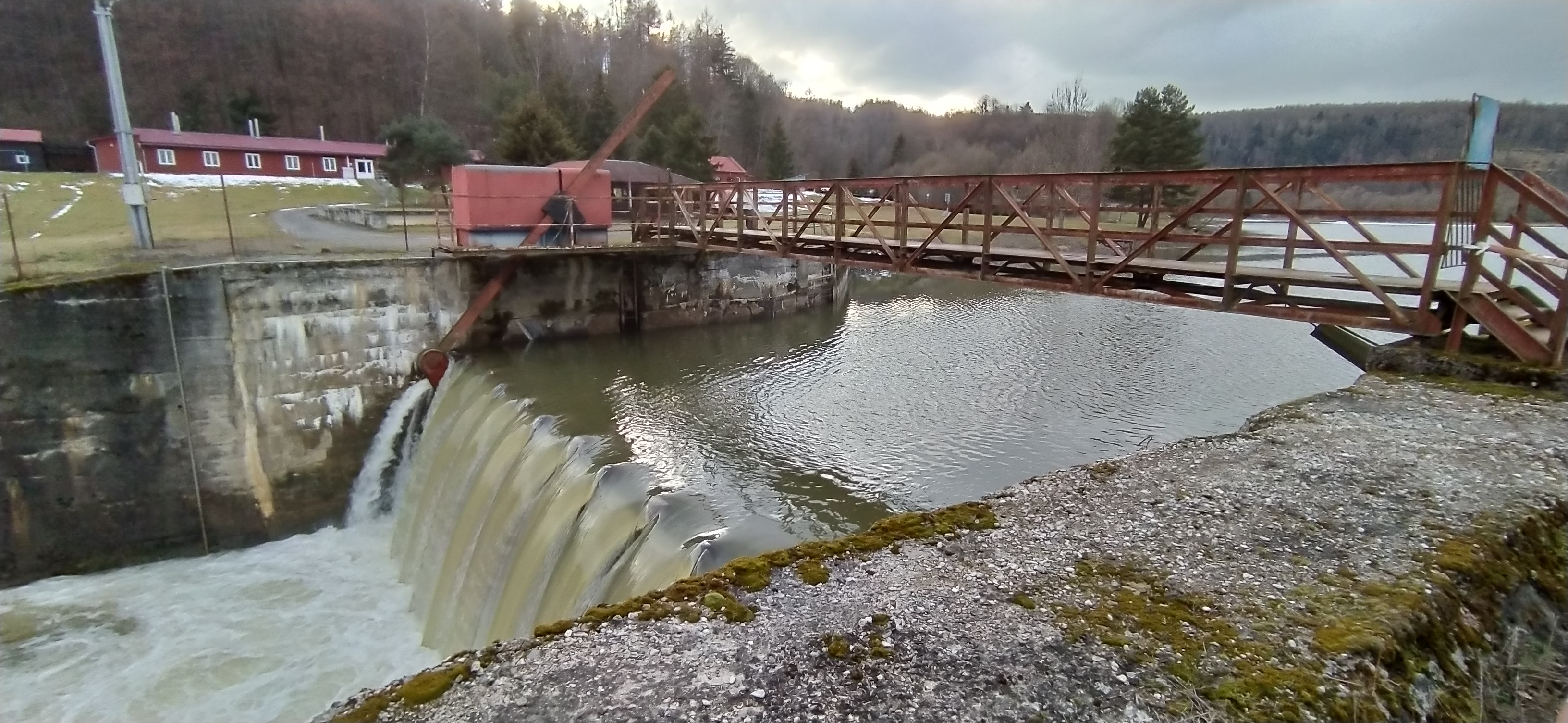
Barnovská vodní nádrž ve vojenském újezdu Libavá

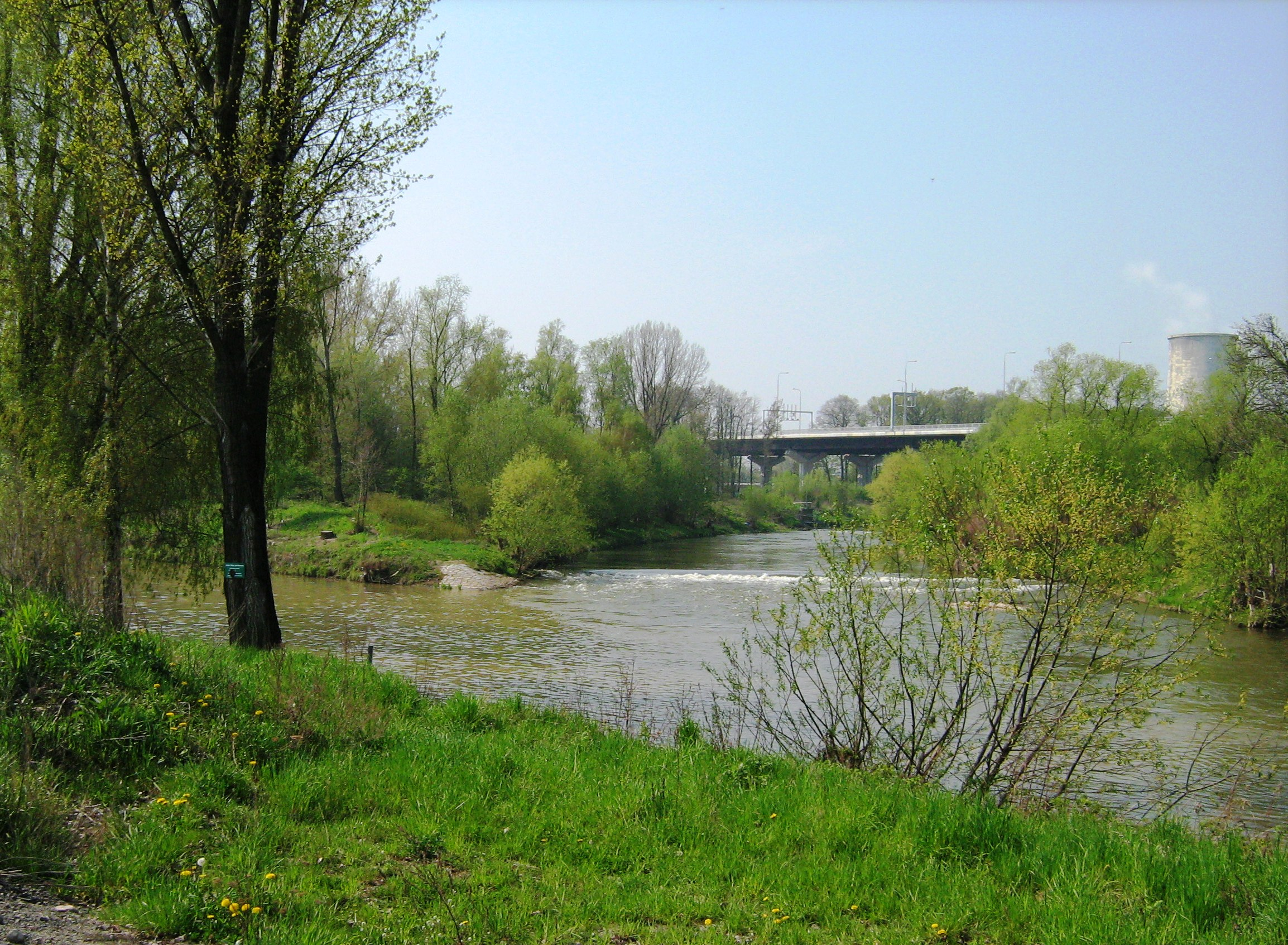
Ostrava, soutok Odry s Opavou

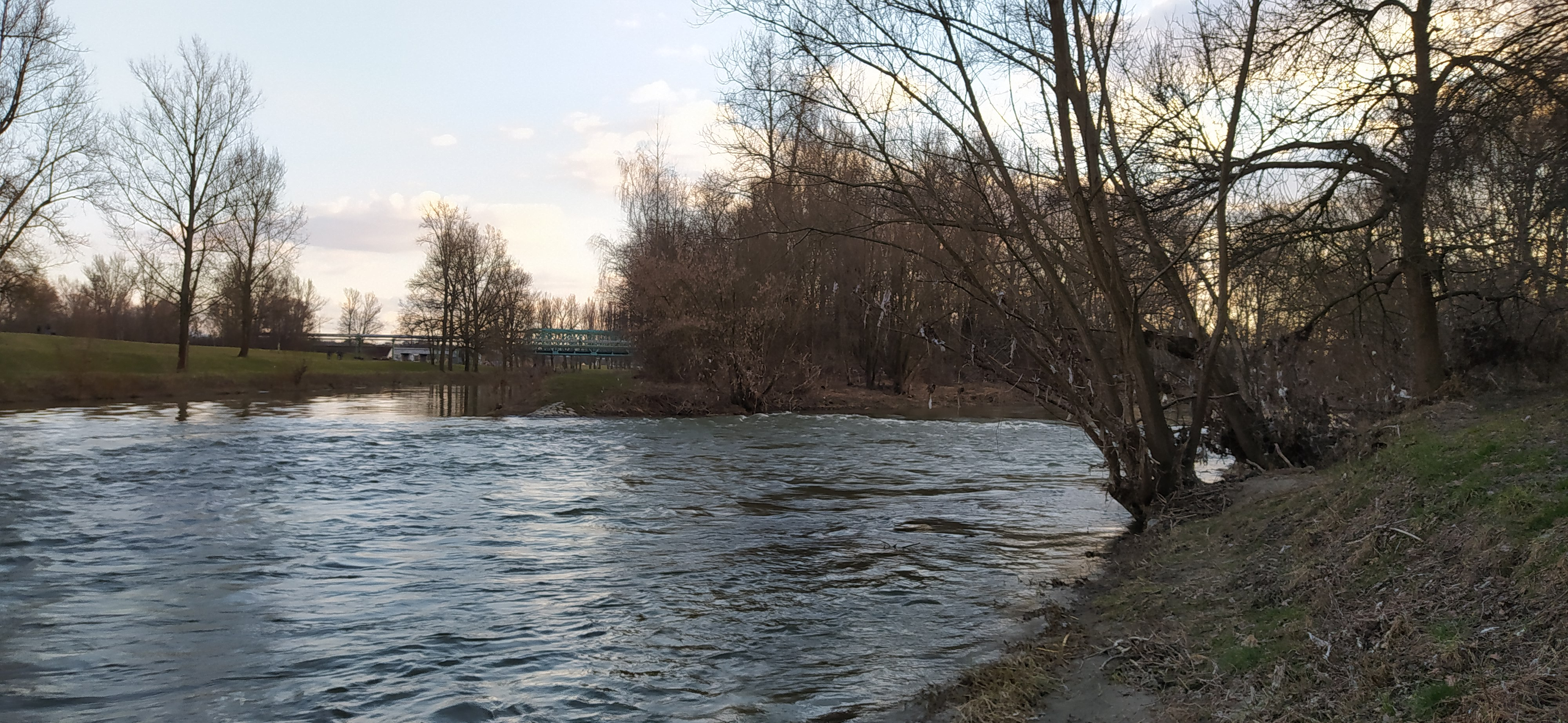
Ostrava, soutok Odry a Opavy

Odra (německy Oder; slezsky Uodra; polsky Odra; dolnolužickosrbsky Wodra; latinsky ve starověku Viadua, Viadrus, latinsky ve středověku Odera, Oddera) je řeka ve Střední Evropě. Pramení v Česku a teče přes západní Polsko, dále vytváří severní 187 km dlouhou hranici mezi Polskem a Německem.
Odra je 854 km dlouhá řeka, z toho 113 km je v Česku, 742 km v Polsku (včetně 187 km jako hraniční řeka mezi Německem a Polskem). Je druhou nejdelší řekou v Polsku. Odvádí vodu ze 118 861 km², z toho 106 056 v Polsku (89 %), 7217 v Česku (6 %) a 5587 v Německu (5 %). Před regulací toku byla řeka dlouhá přes 1000 km.

## Průběh toku

### Pramen
Pramen Odry je v sedle pod Fidlovým kopcem a Přemkovým zákoutím (poblíž obce Kozlov a zaniklé vesnice Varhošť) v Kozlovské vrchovině v Oderských vrších na Moravě (okres Olomouc, Olomoucký kraj). 

### Tok řeky v Česku, Polsku a Německu
V Česku nejprve protéká přes Vojenský újezd Libavá (zde je řeka veřejnosti většinou nepřístupná), pak přes město Odry, českou částí Slezska (Moravskoslezský kraj); v Polsku Slezským vojvodstvím, Opolským vojvodstvím, Dolnoslezským vojvodstvím, Lubušským vojvodstvím a Západopomořanským vojvodstvím; a v Německu Braniborskem a Meklenburskem-Předním Pomořanskem.
Poté, co Odra opustí hory, protéká převážně v široké terasovité dolině, která se rozšiřuje z 2 až 3 km na 10 až 20 km. Tato dolina vznikla díky odtoku vody z ledovců po poslední době ledové. Pod ústím Lužické Nisy dosahuje šířky 200 m. Je mohutným tokem, jehož břehy jsou chráněny protipovodňovými valy.
Ve vzdálenosti 84 km od ústí se dělí na dvě ramena. Největší větve ústí do Štětínské delty. Do 19. století platilo, že Štětínská delta je ohraničena na severu ostrovy Uznojem (západně) a Wolin (východně) a třemi rameny mezi ostrovy a pevninou (Dziwna, Svina a Peene) se vlévá do Baltského moře. S nástupem moderní vědy a univerzální klasifikace se Štětínský záliv už nepovažuje za součást řeky Odry nýbrž za součást Baltského moře a Dziwna, Svina a Peene jsou klasifikovány jako mořské průlivy. Současně za ústí řeky Odry se považuje místo kde se Odra vlévá do nejjižnější části Štětínského zálivu, tzv. Odřanské roztoky (Roztoka Odrzańska) u města Police.
Obvykle jedenkrát ročně, může být horní tok Odry u prameniště a jeho okolí (tj. ve vojenském újezdu Libavá) přístupný veřejnosti v rámci cyklo-turistické akce Bílý kámen.

### Geomorfologické jednotky na Odře seřazené podle směru toku
Přehled geomorfologických celků a jejich řazení, je uveden v následující tabulce nebo např. v referenci
| Geomorfologický celek                                        | Geomorfologická oblast                                  | Geomorfologická subprovincie               | Geomorfologická provincie | geomorfologický subsystémem | Země            |
| ------------------------------------------------------------ | ------------------------------------------------------- | ------------------------------------------ | ------------------------- | --------------------------- | --------------- |
| Nízký Jeseník (podcelky Oderské vrchy a Vítkovská vrchovina) | Jesenická oblast                                        | Krkonošsko-jesenická subprovincie (Sudety) | Česká vysočina            | Hercynská pohoří            | Česko           |
| Moravská brána (podcelek Oderská brána)                      | Západní Vněkarpatské sníženiny                          | Vněkarpatské sníženiny                     | Západní Karpaty           | Karpaty                     | Česko           |
| Ostravská pánev                                              | Severní Vněkarpatské sníženiny                          | Vněkarpatské sníženiny                     | Západní Karpaty           | Karpaty                     | Česko           |
| Ratibořská kotlina (Brama Raciborska)                        | Slezská nížina                                          | Středopolské nížiny                        | Středoevropská nížina     | Epihercynské nížiny         | Polsko          |
| Pradolina Wrocławska                                         | Slezská nížina                                          | Středopolské nížiny                        | Středoevropská nížina     | Epihercynské nížiny         | Polsko          |
| Pradolina Głogowska                                          | Obniżenie Milicko-Głogowskie                            | Středopolské nížiny                        | Středoevropská nížina     | Epihercynské nížiny         | Polsko          |
| Obniżenie Ścinawskie                                         | Wał Trzebnicki                                          | Středopolské nížiny                        | Středoevropská nížina     | Epihercynské nížiny         | Polsko          |
| Kotlina Kargowska                                            | Pradolina Warciańsko-Odrzańska                          | Jihobaltské pojezeří                       | Středoevropská nížina     | Epihercynské nížiny         | Polsko          |
| Dolina Środkowej Odry                                        | Pradolina Warciańsko-Odrzańska                          | Jihobaltské pojezeří                       | Středoevropská nížina     | Epihercynské nížiny         | Polsko, Německo |
| Lubuski Przełom Odry                                         | Pojezierze Lubuskie (Pojezierze Brandenbursko-Lubuskie) | Jihobaltské pojezeří                       | Středoevropská nížina     | Epihercynské nížiny         | Polsko, Německo |
| Kotlina Freienwaldzka                                        | Pradolina Toruńsko-Eberswaldzka                         | Jihobaltské pojezeří                       | Středoevropská nížina     | Epihercynské nížiny         | Polsko, Německo |
| Dolina Dolnej Odry                                           | Pobrzeże Szczecińskie                                   | Jihobaltské pojezeří                       | Středoevropská nížina     | Epihercynské nížiny         | Polsko, Německo |

## Města

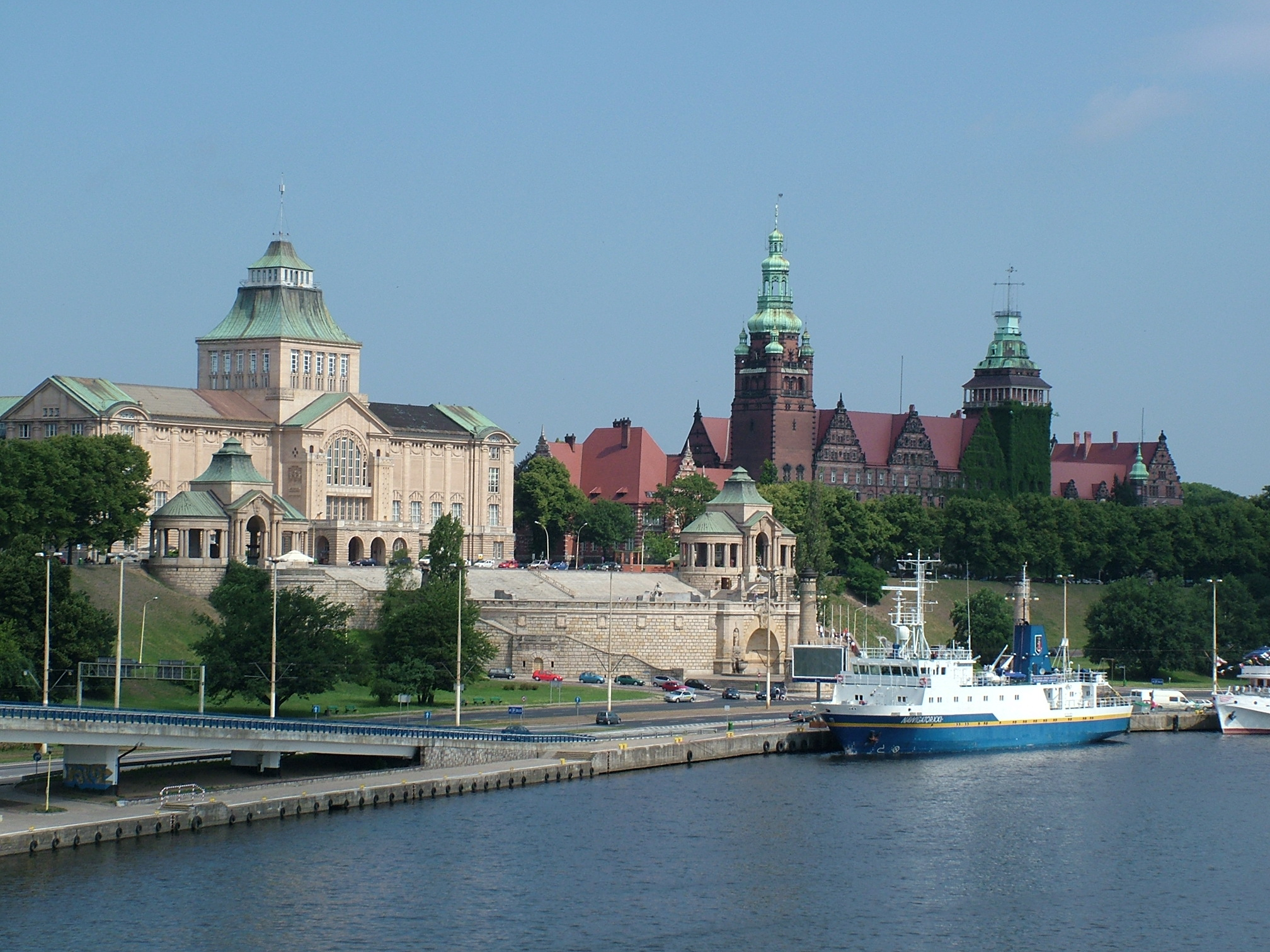
Odra a Štětín, Polsko

Největším městem na Odře je Vratislav.
- přímo na Odře – Odry, Studénka, Ostrava, Bohumín (jako poslední město na Odře v ČR), Ratiboř, Kandřín-Kozlí, Krapkowice, Opole, Brzeg, Oława, Jelcz-Laskowice, Vratislav, Brzeg Dolny, Ścinawa, Szlichtyngowa, Hlohov, Bytom Odrzański, Nowa Sól, Krosno Odrzańskie, Eisenhüttenstadt, Frankfurt nad Odrou, Słubice, Kostrzyn nad Odrą, Cedynia, Oderberg, Schwedt, Vierraden, Gartz, Gryfino, Štětín, Police
- na březích průlivu Dziwna (mezi ostrovem Wolin a polskou pevninou) – Wolin, Kamień Pomorski, Dziwnów
- na březích průlivu Svina (mezi ostrovy Wolin a Usedom) – Svinoústí
- na březích průlivu Peena (mezi ostrovem Usedom a německou pevninou) – Usedom, Lassan, Wolgast
- na březích Štětínského zálivu – Nowe Warpno, Ueckermuende

## Větší přítoky
Celkově největším přítokem Odry je řeka Warta, která přitéká zprava u Kostřína. V místě soutoku je delší než samotná Odra.

### Přítoky Odry na území Česka
Existuje řada bezejmenných přítoků a v následujícím textu jsou uvedeny jen ty nejvýznamnější.
- Smolenský potok, zprava
- Střelenský potok, zleva

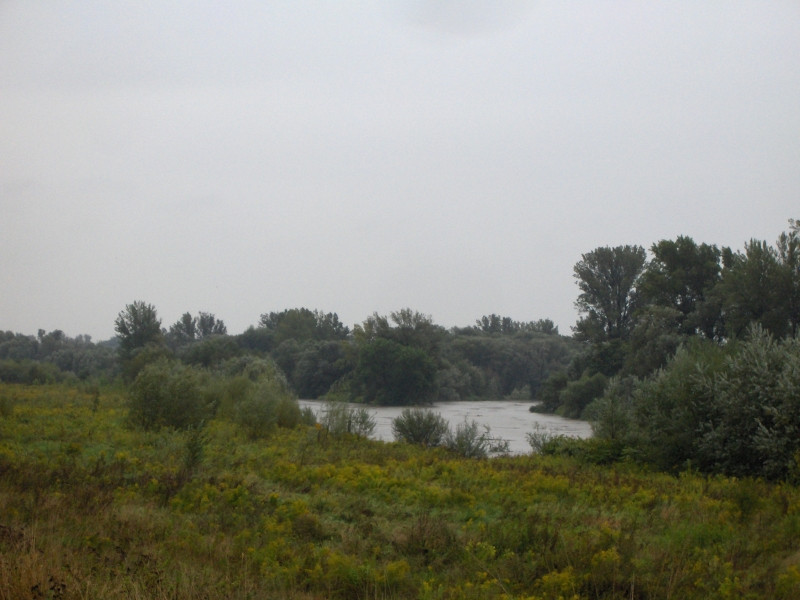
Olše ústící do Odry (pohled z Polska)

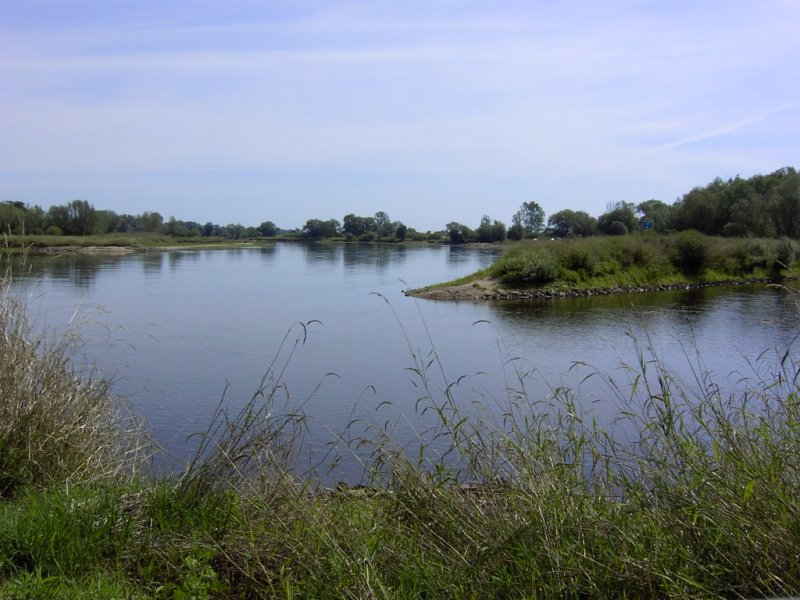
Soutok Odry s Lužickou Nisou

- Libavský potok, zleva, ř. km (zhruba) 121,7
- Plazský potok, zprava, ř. km (zhruba) 121,5
- Mastnický potok, zprava
- Lazský potok, zleva
- Podleský potok, zleva
- Tichý potok, zleva
- Oldřůvka, zleva
- Točitý potok, zprava
- Klikatý potok, zprava
- Studený potok, zprava
- Chudý potok, zprava

- Budišovka, zleva, ř. km (zhruba) 104,0
- Něčínský potok, zprava, ř. km (zhruba) 102,5
- Čermná, zleva, ř. km (zhruba) 97,0
- Vítovka, zleva, ř. km 88,8[3]
- Zlatý potok, zleva, 87,8[4]
- Stodolní potok, zprava, 87,6[4]
- Luha, zprava, ř. km (zhruba) 78,7
- Jičínka, zprava, ř. km (zhruba) 63,3
- Husí potok, zleva, ř. km (zhruba) 60,4
- Bartošovický potok, zprava, ř. km (zhruba) 55,1
- Butovický potok, zleva, ř. km (zhruba) 51,6
- Sedlnice, zprava, ř. km (zhruba) 51,6
- Bílovka, zleva, ř. km (zhruba) 40,7
- Lubina, zprava, ř. km (zhruba) 36,2
- Ondřejnice, zprava, ř. km (zhruba) 35,0
- Polančice, zleva, ř. km (zhruba) 30,8
- Porubka, zleva, ř. km (zhruba) 23,6
- Opava, zleva, ř. km 21,6
- Ostravice, zprava, ř. km 14,9
- Vrbická stružka, zprava, ř. km (zhruba) 10,4
- Bečva (Bełk), zleva, ř. km (zhruba) 0,3 (ústí již na území Polska)
- Olše (Olza), zprava, ř. km 0,0 (ústí je na česko-polské státní hranici)

### Přítoky Odry na území Polska a Německa
- zprava – Ruda, Bierawka, Kłodnica, Czarnka, Malá Pěna[5] (Mała Panew), Stobrawa, Widawa, Jezierzyca, Barycz, Krzycki Rów, Obrzyca, Jabłonna, Pliszka, *Ołobok, Gryzynka, Warta (s přítokem Noteć), Myśla, Kurzyca, *Stubia, Rurzyca, Tywa, Płonia, Ina, Gowienica

- zleva – Psina, Cisek, Olszówka, Stradunia, Osoblaha, Prószkowski Potok, Kladská Nisa, Oława, Ślęza, Bystrzyca, Średzka Woda, Cicha Woda, Kačava (Kaczawa), Ślepca, Zimnica, Dębniak, Biała Woda, Czarna Struga, Śląska Ochla, Zimny Potok, Bobr, Olcha, Racza, Lužická Nisa

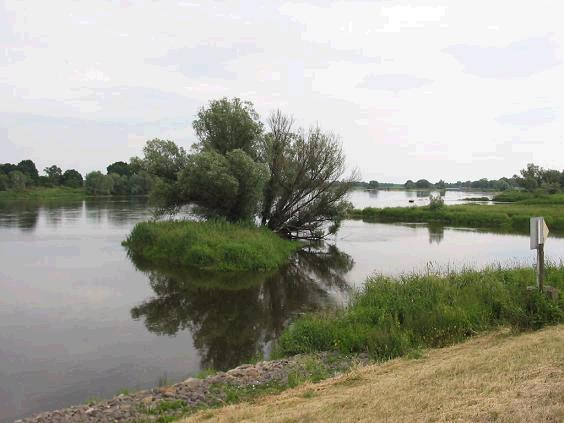
Odra mezi Kienitz a Zollbrücke v Německu.

## Přehrazení řeky
Na území ČR je na řece Odra pouze Barnovská vodní nádrž poblíže hranice vojenského újezdu Libavá. Řeka je také regulovaná četnými jezy.

## Vodní režim
Nejvyšších průtoků dosahuje Odra na jaře především v březnu a v dubnu. V létě její hladina klesá, ale pokles je střídán občasnými vzestupy v důsledku dešťů. V zimě průtok řeky začíná souvisle stoupat. V silných zimách řeka zamrzá.
Průměrný průtok Odry na dolním toku u vsi Gozdowice, která se nachází zhruba 30 km pod soutokem s Wartou, činí 547 m³/s. Vzestupy hladiny na horním toku činí 6 až 7 m a na středním 4 až 5 m. K velkým povodním na Odře dle kronik města Vratislavi došlo v letech 1348, 1464, 1564 a v roce 1903. Dosud největší povodeň nastala v červenci 1997, kdy protékalo Vratislaví 3640 m³/s.
Průměrné měsíční průtoky Odry (m³/s) ve stanici Gozdowice: (období 1900–1994)

### Vodní režim Odry na území České republiky
Průměrný dlouhodobý průtok Odry v místě, kde opouští území České republiky činí 49 m³/s. Pod soutokem s řekou Olší činí průměrný průtok téměř 63 m³/s. Většina toků v této části povodí, kromě horské části povodí řeky Olše, patří do horské-sněhové oblasti. Maxim dosahují od března do května. Minimální průtoky mají v zimních měsících. Horská část povodí Olše patří do horské sněhovodešťové oblasti s maximálními průtoky od května do července.
Průměrné měsíční průtoky Odry (m³/s) v Bohumíně v roce 2010:
Hlásné profily na území České republiky:
| místo   | říční km | plocha povodí | průměrný průtok (Qa) | stoletá voda (Q100) |
| ------- | -------- | ------------- | -------------------- | ------------------- |
| Odry    | 81,98    | 411,36 km²    | 3,6 m³/s             | 199 m³/s            |
| Svinov  | 19,12    | 1613,73 km²   | 12,6 m³/s            | 571 m³/s            |
| Bohumín | 3,32     | 4663,77 km²   | 41,6 m³/s            | 1810 m³/s           |

## Využití

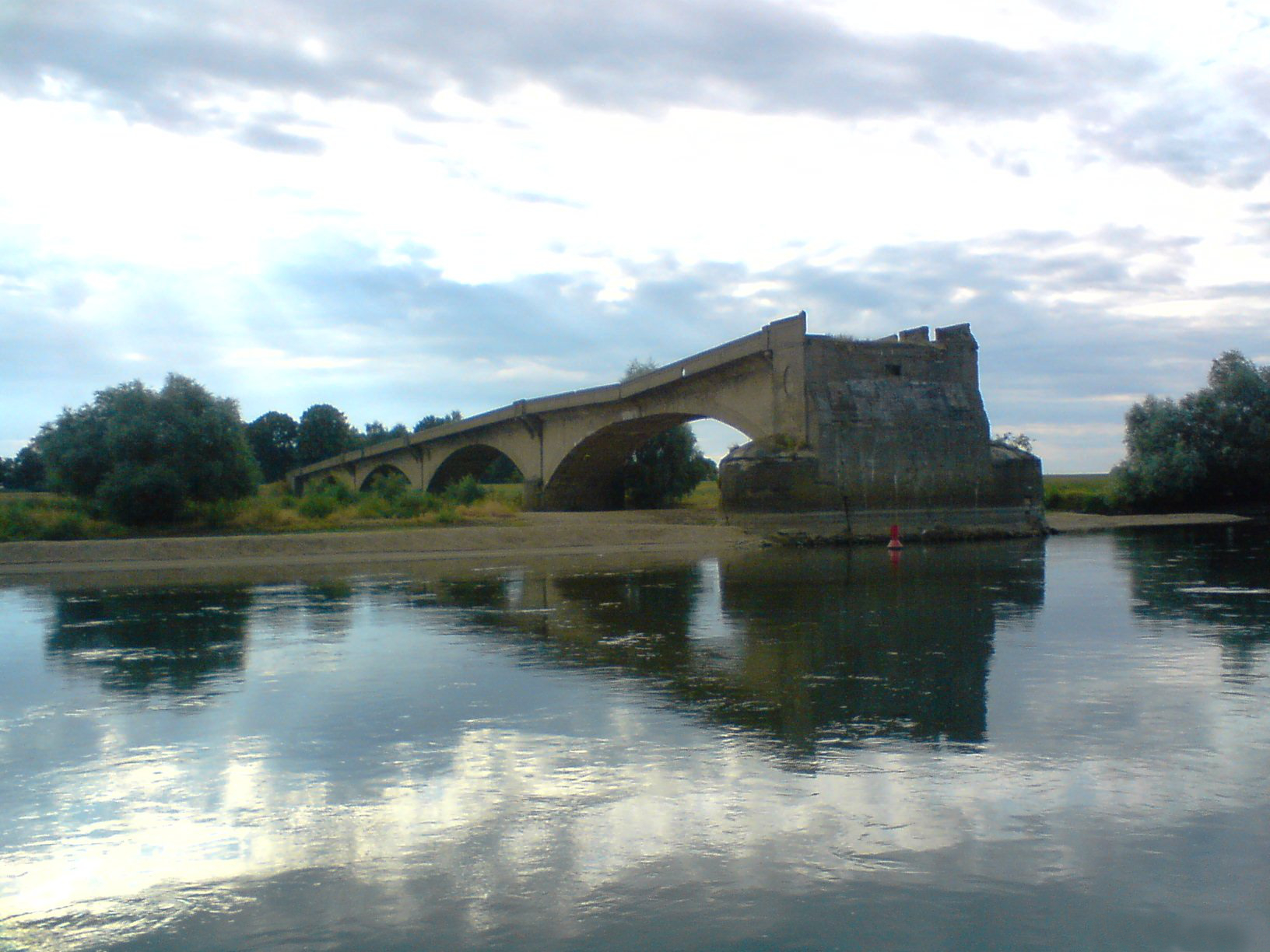
Zbytky mostu zničeného v roce 1945 na polské straně u Eisenhüttenstadtu

Západní rameno delty je využívané pro vodní dopravu, která je možná až k ústí Opavy a pro velké lodě k městu Kozlí. Je regulovaná jezy. Pomocí plavebních kanálů je spojena s řekami Havola, Spréva, Visla a Kłodnica.

### Mlýny a pily na Odře
Mlýny a pily jsou seřazeny po směru toku řeky.
- Eliščiná – Vojenský újezd Libavá, okres Olomouc
- Šindelná pila – Varhošť, okres Olomouc
- Schwarzův mlýn – Varhošť, okres Olomouc
- Novoveský mlýn (vojenský újezd Libavá) – Nová Ves nad Odrou, okres Olomouc
- Drexlerova pila – Vojenský újezd Libavá, okres Olomouc
- Velkostřelenský mlýn – Velká Střelná, okres Olomouc
- Olejovický mlýn – Olejovice, okres Olomouc
- Nový mlýn (vojenský újezd Libavá) – Rudoltovice, okres Olomouc
- Starooldřůvský mlýn – Staré Oldřůvky, okres Olomouc
- Novooldřůvský mlýn – Nové Oldřůvky, okres Olomouc
- Barnovský mlýn – Barnov, okres Olomouc
- Mlýn Lhota – Barnov, okres Olomouc
- Spálovský mlýn – Spálov, okres Nový Jičín
- Vodní mlýn Wesselsky – Loučky nad Odrou, okres Nový Jičín
- Mlýny v Loučkách (Odry) – Loučky nad Odrou, okres Nový Jičín
- Vodní mlýn v Bernarticích nad Odrou – Bernartice nad Odrou, okres Nový Jičín
- Bartošovický mlýn – Bartošovice, okres Nový Jičín, kulturní památka

## Historie
V povodí Odry (u řeky Warty) má své historické jádro polský stát. U osady Cedynia nacházející se v Lubušské zemi na pravém břehu řeky Odry, došlo v roce 972 k odražení první německé invaze do Polska. Za 2. světové války představovala důležitou a silnou obrannou linii německé armády. Sovětská armáda v průběhu Viselsko-oderské operace v roce 1945 obsadila 1. ukrajinským frontem horní tok řeky. Zároveň 1. běloruský front obsadil několik předmostí na západním břehu (např. Kostřínské předmostí). To umožnilo zahájení Berlínské operace.

## Zajímavosti
Po řece Odře se jmenuje i pár mezinárodních vlaků kategorie expres společností České dráhy a ZSSK jezdící (k r. 2016) v trase: (Praha – Olomouc –) Bohumín – Žilina a zpět.
Jeden z historických názvů řeky Odry byl použit také pro pojmenování bohumínské firmy VIADRUS, která se zabývala slévárenskou výrobou (nejvíce šedá litina, částečně i oceli a neželezné kovy) a do své likvidace v roce 2021 vyráběla zejména litinové radiátory a kotle. Historie této výroby sahala do roku 1890 (litinové radiátory), resp. 1928 (litinové kotle). Tehdy samozřejmě ještě ne jako VIADRUS, ale Hahnovy železárny.